# مارك 6 (قنبلة نووية)

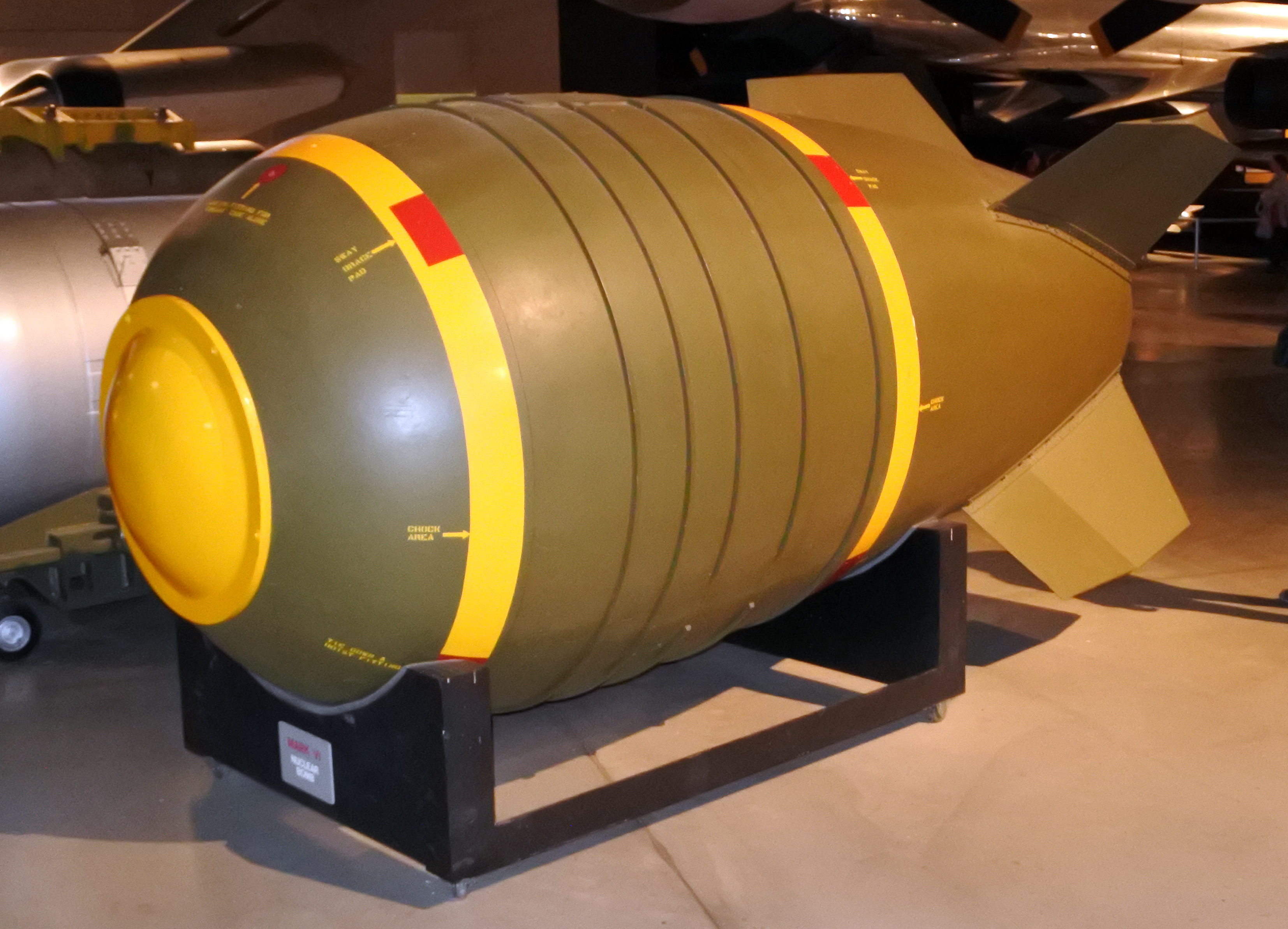
قنبلة مارك 6 النووية في المتحف الوطني للقوات الجوية الأمريكية

القنبلة النووية مارك 6 هي قنبلة نووية أمريكية عتم تصميمها على أساس قنبلة مارك 4 النووية السابقة وايضا تصميم قنبلة مارك 3 الرجل البدين.
تم إنتاج مارك 6 من عام 1951 إلى عام 1955 واستمر بالخدمة حتى عام 1962. تم إنتاج سبعة إصدارات ونسخ مختلفة مع إجمالي إنتاج 1100 قنبلة من جميع الطرازات.
كان تصميم مارك 6 الأساسي 61 بوصة (150 سم) وقطرها 128 بوصة (330 سم) نفس الأبعاد الأساسية مثل مارك 4 وقريب من مارك 3. وكان يوجد نماذج مختلفة من مارك 6 ما يقرب من 25 ٪ أخف من مارك 4 ومارك 3.
استخدمت النماذج المبكرة من مارك 6 نفس مفهوم تصميم نظام الانعطاف المكون من 32 نقطة كما كان في السابق مارك 4 ومارك 3 والنسخ المطورة أصبحت 60 نقطة.

## ظهوره
يظهر غلاف مارك 6 في معرض الحرب الباردة للمتحف الوطني للقوات الجوية الأمريكية في دايتون بولاية أوهايو.

## المتغيرات

### مارك 13
تم تطوير قنبلة مارك 13 النووية والرؤوس الحربية للقذائف كخليفة لي مارك 6 الأكثر كفاءة وهو بنفس الحجم والتكوين الأساسي مثل مارك 6 ولكن باستخدام نظام محطم من 92 نقطة. ألغي مارك 13 في أغسطس 1954.

### مارك 18
كانت القنبلة النووية مارك 18 بمثابة متابعة للمارك 6 ومارك 13 باستخدام مجموعة حفر انشطارية مع حوالي 60 كيلوغراما من اليورانيوم عالي التخصيب وأكبر تصميم لسلاح على الإطلاق من قبل الولايات المتحدة. تم إعادة تدوير 18 قنبلة في النهاية في قنابل مارك 6 وتم اختبار مارك 18 مرة واحدة في عملية ايفي كينج.